# Franz Peter Wirth
Franz Peter Wirth (* 22. September 1919 in München; † 17. Oktober 1999 in Berg am Starnberger See) war ein deutscher Regisseur.

## Leben
Wirth hatte Theaterwissenschaft studiert. Von 1948 bis 1950 war er Dramaturg und Regisseur in Hof, von 1951 bis 1954 Oberspielleiter und stellvertretender Intendant in Pforzheim. Darüber hinaus gab er Gastregien. Dann wechselte er von der Bühne zum Fernsehen. Von 1954 bis 1960 wirkte Wirth als Oberspielleiter beim SDR, seit 1960 war er Oberspielleiter der Bavaria Atelier GmbH.
Als Fernsehregisseur spezialisierte er sich anfänglich auf Literaturverfilmungen. Er drehte ab den 1970er Jahren einige Derrick- und Tatort-Folgen. Seine berühmteste Fernsehverfilmung war die als Serie angelegte Verfilmung von Thomas Manns Buddenbrooks 1979. Seine Kinoverfilmung des Theaterstücks Helden war 1958 für den Oscar als bester fremdsprachiger Film nominiert.
Wirth, der zahlreiche Auszeichnungen erhalten hatte, drehte bis zu seinem Tod im Alter von 80 Jahren Fernsehfilme. Er war mit der ein Jahr vor ihm verstorbenen Schauspielerin Wega Jahnke verheiratet.

## Filmografie
- 1956: Meine Schwester und Ich
- 1956: Jeanne oder Die Lerche nach Jean Anouilh
- 1956: Der Hexer
- 1957: Der Richter und sein Henker nach Friedrich Dürrenmatt
- 1957: Bernarda Albas Haus nach Federico García Lorca
- 1958: Der kaukasische Kreidekreis nach Bertolt Brecht
- 1958: … und nichts als die Wahrheit
- 1958: Helden nach George Bernard Shaw
- 1959: Menschen im Netz nach Herbert Reinecker
- 1959: Raskolnikoff nach Fjodor Dostojewski
- 1959: Ein Tag, der nie zu Ende geht
- 1960: Die Frau am dunklen Fenster
- 1961: Hamlet nach William Shakespeare
- 1961: Wallenstein nach Friedrich Schiller
- 1961: Bis zum Ende aller Tage
- 1962: Was ihr wollt nach William Shakespeare
- 1962: Bekenntnisse eines möblierten Herrn
- 1962: Zahlungsaufschub
- 1963: Ein Mann im schönsten Alter
- 1964: Der Hund des Generals (Fernsehfilm)
- 1964: Die Geschichte von Joel Brand (Fernsehfilm)
- 1965: Der arme Mann Luther
- 1966: Geschlossene Gesellschaft nach Jean-Paul Sartre
- 1966: Der Regenmacher nach N. Richard Nash
- 1966: Ein Schloß nach Ivan Klíma
- 1967: Flucht ohne Ausweg, dreiteiliger Fernsehfilm
- 1967: Nathan der Weise (Gotthold Ephraim Lessing)
- 1969: Die Zimmerschlacht nach Martin Walser
- 1969: Al Capone im deutschen Wald
- 1970: Die Marquise von B. (zweiteiliger Fernsehfilm)
- 1971: Operation Walküre
- 1972: Eisenwichser
- 1972: Die rote Kapelle (mehrteilige TV-Serie)
- 1972: Alexander Zwo (Fernseh-Miniserie)
- 1973: Oh Jonathan – oh Jonathan!
- 1974: Der zerbrochne Krug nach Heinrich von Kleist
- 1975: Tatort: Wodka Bitter-Lemon
- 1975: Die Verschwörung des Fiesco zu Genua (Fernsehfilm)
- 1975: Der Wittiber nach Ludwig Thoma
- 1975: Derrick – Paddenberg
- 1976: Insel der Rosen
- 1976: Minna von Barnhelm nach Gotthold Ephraim Lessing
- 1976: Derrick – Risiko
- 1977: Roulette nach Pavel Kohout
- 1977: Generale – Anatomie der Marneschlacht
- 1978: Wallenstein (Fernseh-Miniserie)
- 1979: Die Buddenbrooks (Fernsehserie nach einem Drehbuch von Wirth und Bernt Rhotert)
- 1980: Tatort – Mit nackten Füßen
- 1982: Ein Stück Himmel nach Janina David
- 1982: Egmont nach Johann Wolfgang von Goethe
- 1983: Tiefe Wasser nach Patricia Highsmith
- 1984: Don Carlos nach Friedrich Schiller
- 1984:  Vor dem Sturm, nach Theodor Fontane
- 1986: Die Wächter, nach John Christopher
- 1987: Wallenstein (Theaterverfilmung Hessischer Rundfunk)
- 1988: Familienschande
- 1989: Karambolage
- 1992: Oppen und Ehrlich
- 1996: Adieu, mon ami
- 1997: Sophie – Schlauer als die Polizei
- 1999: Typisch Ed!

## Auszeichnungen
- 1963: Deutscher Kritikerpreis
- 1965: Adolf-Grimme-Preis mit Gold für die Sendung Die Geschichte von Joel Brand (zusammen mit Heinar Kipphardt)
- 1970: Bambi
- 1982: Goldener Gong für Ein Stück Himmel, gemeinsam mit Dana Vávrová und Janina David
- 1983: Adolf-Grimme-Preis mit Gold für Ein Stück Himmel
- 1989: Bayerischer Fernsehpreis für Die unruhige Nacht und Ein Stück Himmel